# William Arthur Smeaton
Pour les articles homonymes, voir Smeaton.
William Arthur Smeaton (né le 24 octobre 1924 à Broughty Ferry (en) et mort le 22 janvier 2001 à Cambridge) est un chimiste et auteur britannique. 
Dès 1955, il  consacra plusieurs années de recherches à la vie et à l'œuvre du savant français Antoine-François Fourcroy (1755-1809).
Celles-ci débouchèrent sur une thèse soutenue à Londres en 1958 et sur une première biographie publiée en 1962.